# 赵天寿
赵天寿（1961年—），中国能源科学专家，香港科技大学講座教授。2019年当选为中国科学院院士。